# قائمة أنواع الخشخاش
توجد عشرات الأنواع من جنس الخشخاش:	  
| - خشخاش لاذع (الاسم العلمي: Papaver aculeatum) - خشخاش شاحب (الاسم العلمي: Papaver alboroseum) - خشخاش ألبي (الاسم العلمي: Papaver alpinum) - خشخاش غامض (الاسم العلمي: Papaver ambiguum) - خشخاش أموري (الاسم العلمي: Papaver amurense) - خشخاش أبولي (الاسم العلمي: Papaver apulum) - خشخاش رملي (الاسم العلمي: Papaver arenarium) - خشخاش أرجيموني (الاسم العلمي: Papaver argemone) - خشخاش أرمني (الاسم العلمي: Papaver armeniacum) - خشخاش أطلسي (الاسم العلمي: Papaver atlanticum) - خشخاش بلنجري (الاسم العلمي: Papaver belangeri) - خشخاش قنابي (الاسم العلمي: Papaver bracteatum) - خشخاش كليفورنية (الاسم العلمي: Papaver californicum) - خشخاش أبيض رمادي (الاسم العلمي: Papaver canescens) - خشخاش شيبيني (الاسم العلمي: Papaver chibinense) - خشخاش شيكانوفي (الاسم العلمي: Papaver czekanowskii) - خشخاش ملتبس (الاسم العلمي: Papaver dubium) - خشخاش خجول (الاسم العلمي: Papaver fugax) - خشخاش رمادي (الاسم العلمي: Papaver glaucum) - خشخاش غورلكي (الاسم العلمي: Papaver guerlekense) - خشخاش هجين (الاسم العلمي: Papaver hybridum) - خشخاش لابرادور (الاسم العلمي: Papaver labradoricum) - خشخاش ليستادياني (الاسم العلمي: Papaver laestadianum) - خشخاش لونجياني (الاسم العلمي: Papaver langeanum) - خشخاش لابيروسي (الاسم العلمي: Papaver lapeyrousianum) - خشخاش لابي (الاسم العلمي: Papaver lapponicum) - خشخاش صوفي الشعر (الاسم العلمي: Papaver lasiothrix) - خشخاش أملس الثمار (الاسم العلمي: Papaver leiocarpum) - خشخاش لوجوري (الاسم العلمي: Papaver lujaurense) - خشخاش مكونيللي (الاسم العلمي: Papaver mcconellii) - خشخاش عاري الجذع (الاسم العلمي: Papaver nudicaule) - خشخاش أوخوتسك (الاسم العلمي: Papaver ochotense) - خشخاش مشرقي (الاسم العلمي: Papaver orientale) - خشخاش مختال (الاسم العلمي: Papaver pavoninum) - خشخاش مفصص ريشي (الاسم العلمي: Papaver pinnatifidum) - خشخاش بوبوفي (الاسم العلمي: Papaver popovii) - خشخاش مشرقي زائف (الاسم العلمي: Papaver pseudo-orientale) - خشخاش أرجواني الحواف (الاسم العلمي: Papaver purpureomarginatum) - خشخاش متقزم (الاسم العلمي: Papaver pygmaeum) - خشخاش جذري (الاسم العلمي: Papaver radicatum) | - خشخاش منثور (الاسم العلمي: Papaver rhoeas) - خشخاش أحمر برتقالي (الاسم العلمي: Papaver rubro-aurantiacum) - خشخاش إفريقي (الاسم العلمي: Papaver rupifragum) - خشخاش شموريني (الاسم العلمي: Papaver schamurinii) - خشخاش هلبي (الاسم العلمي: Papaver setosum) - خشخاش منوم (الاسم العلمي: Papaver somniferum) - خشخاش تولماتشي (الاسم العلمي: Papaver tolmachevii) - خشخاش والبولي (الاسم العلمي: Papaver walpolei) - خشخاش فوقي الشعر (الاسم العلمي: Papaver acrochaetum) - خشخاش عكاشي (الاسم العلمي: Papaver arachnoideum) - خشخاش ريشي ثنائي (الاسم العلمي: Papaver bipinnatum) - خشخاش كرملي (الاسم العلمي: Papaver carmeli) - خشخاش منحني (الاسم العلمي: Papaver curviscapum) - خشخاش أسطواني (الاسم العلمي: Papaver cylindricum) - خشخاش دوكيني (الاسم العلمي: Papaver decaisnei) - خشخاش غورغوني (الاسم العلمي: Papaver gorgoneum) - خشخاش غورودكوي (الاسم العلمي: Papaver gorodkovii) - خشخاش النحيل (الاسم العلمي: Papaver gracile) - خشخاش منخفض (الاسم العلمي: Papaver humile) - خشخاش مهترئ (الاسم العلمي: Papaver lacerum) - خشخاش قرميدي (الاسم العلمي: Papaver lateritium) - خشخاش لبناني (الاسم العلمي: Papaver libanoticum) - خشخاش ماكوني (الاسم العلمي: Papaver macounii) - خشخاش أفوه (الاسم العلمي: Papaver macrostomum) - خشخاش قليل (الاسم العلمي: Papaver minua) - خشخاش ميابيني (الاسم العلمي: Papaver miyabeanum) - خشخاش قليل الأوراق (الاسم العلمي: Papaver paucifoliatum) - خشخاش فارسي (الاسم العلمي: Papaver persicum) - خشخاش شعري (الاسم العلمي: Papaver pilosum) - خشخاش هراوي (الاسم العلمي: Papaver rhopalothece) - خشخاش مدبب (الاسم العلمي: Papaver spicatum) - خشخاش ضيق (الاسم العلمي: Papaver strictum) - خشخاش قلمي (الاسم العلمي: Papaver stylatum) - خشخاش سوري (الاسم العلمي: Papaver syriacum) - خشخاش ثلاثي الأوراق (الاسم العلمي: Papaver triniifolium) - خشخاش أبجر (الاسم العلمي: Papaver umbonatum) - خشخاش هلبي (الاسم العلمي: Papaver setigerum) - خشخاش كلواني (الاسم العلمي: Papaver kluanensis) - خشخاش متعدد الأشواك (الاسم العلمي: Papaver polychaetum) |